# Zilog

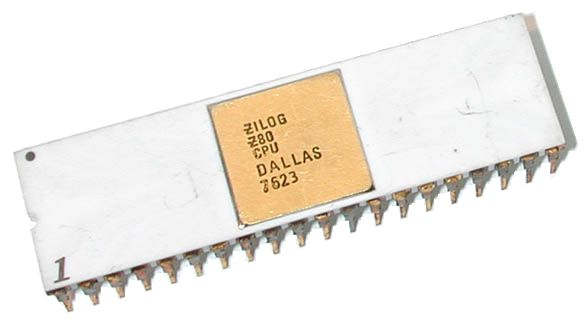
Een microprocessor van Zilog

Zilog - ook vaak geschreven als ZiLOG - is een Amerikaanse fabrikant van microprocessoren. Zilog is vooral bekend door zijn 8-bit Z80-processor, een uitbreiding van de Intel 8080, maar tevens door zijn 16-, 24-, 32-bits processoren.

## Geschiedenis
Het bedrijf werd in 1974 opgericht door de van Intel afkomstige Federico Faggin samen met Ralph Ungermann. De Z80-processor was een grote verbetering van de Intel 8080, onder meer door de hogere snelheid en de aanzienlijk lagere prijs. De Z80 werd hierdoor een bestseller en vond zijn toepassing in talrijke producten als de Sinclair ZX80, Sinclair ZX Spectrum en MSX-homecomputers, maar werd ook gebruikt in de Nintendo Game Boy. De processor werd door Texas Instruments gebruikt in zijn grafische rekenmachines. De processor wordt daarnaast ook als nevenprocessor ingezet; in de jaren 80 bevatten vele arcadesysteemborden deze processor voor onder andere de afhandeling van geluid. Tegenwoordig wordt in moderne spelcomputersystemen de processor nog steeds gebruikt.
Het CP/M-besturingssysteem stond bekend als "het Z80-besturingssysteem" en had zijn succes mede te danken aan de Z80-processor, hoewel het voor de 8080 geschreven was.
Na de Z80 introduceerde Zilog 16 en 32 bits-processoren maar deze waren aanzienlijk minder succesvol en hierom verlegde het bedrijf zijn focus naar de markt voor microcontrollers en fabriceerde zowel standaard processoren als toegepassingsspecifieke geïntegreerde schakelingen (Engels: Application-specific integrated circuit, afgekort tot ASIC), die rondom een processorkern worden ontwikkeld.
Naast processoren ontwikkelde het ook andere elektronische componenten waarvan de Z8530, een seriële communicatiecontroller, de bekendste is en onder andere in de Sun SPARCstation en SPARCserver-computers worden gebruikt.
In 1980 werd Zilog een dochterbedrijf van Exxon maar in 1989 middels een managementbuy-out door het management overgenomen. Het verwierf een beursnotering in 1991 en werd in 1998 overgenomen door Texas Pacific Group, een private-equity-investeringsmaatschappij.

## Overzicht van Zilogproducten

### Microprocessors
- Z80 (1976)
- Z8000 (ca. 1978)
- Z8 (1979)
- Z800 (1985)
- Z80000 (late 1985)
- Z280 (early 1986)
- Z180 (late 1986)
- Z380 (1994)
- eZ80 (2001)
- eZ8  (2005)
- Zilog Z16 (2006)

### Microcontroller-families
- Zilog Z8 Encore!
- Zilog Z8 Encore XP!

### Infraroodcontrollers
- Zilog Crimzon

### IrDA-transceivers
- ZHX-reeks

### Communicatiecontrollers

#### Microprocessors
- Z80382/Z8L382

#### Single chip modem
- Z022 series

#### PCMCIA-adapters
- Z16017/Z16M17/Z86017

#### Draadloze controllers
- Z87200
- Z87L01
- Z87L10

### Digitale signaal processor
- Z86295
- Z89 series

### Tv-controllers

#### Line 21-decoders
- Z86129/Z86130/Z86131
- Z86228/Z86229/Z86230

#### Tv-Controllers
- Z90231
- Z90233
- Z90251
- Z90255